# Carol Saboya
Carol Saboya (n. 1975, Río de Janeiro, Brasil) es una cantante brasileña de estilo MPB.

## Biografía y trayectoria artística
Carol Saboya nació en 1975 como hija de Antônio Adolfo, compositor y pianista brasileño. Empezó a dedicarse a la música desde pequeña. Su primer sencillo A Menina e a TV lanzó a su 8 años (juntamente con Miéle). En 1989 partó para Los Ángeles en Estados Unidos y hasta 1991 estudió la música acá y actuó por las ciudades como New York, Miami y New Orleans. Participó en CD de Sérgio Mendes y Aldir Blanc.
Su primer CD lanzó en 1998. Álbum Dança da voz ganó el Prêmio Sharp en categoría Revelação MPB. El álbum siguiente Janelas abertas publicó en 1999. Con el acompañamiento del guitarrista Nelson Faria, Saboya interpreta canciones de Antonio Carlos Jobim. En 2000 sigue con el álbum Sessão passatempo.
En 2003 lanza Carol Saboya su cuatro álbum, Presente.
8 de octubre de 2005 registró Saboya en Frost School of Music de la Universidad de Miami el álbum Ao Vivo –  Live juntamente con su padre Antônio Adolfo.

## Discografía
- Dança da voz (1998) (Lumiar discos)
- Janelas abertas (1999) (Lumiar discos)
- Sessão Passatempo (2000) (JAM Music)
- Presente (2003) (MPB/Universal)
- Bossa nova (2003) (Aosis Records)
- Nova bossa (2004) (Aosis Records)
- Antonio Adolfo e Carol Saboya ao Vivo –  live (live, 2006) (Artezanal / Kuarup)

## Enlaces